# Diözesanmuseum Limburg
Das Diözesanmuseum Limburg ist das Museum des römisch-katholischen Bistums Limburg.

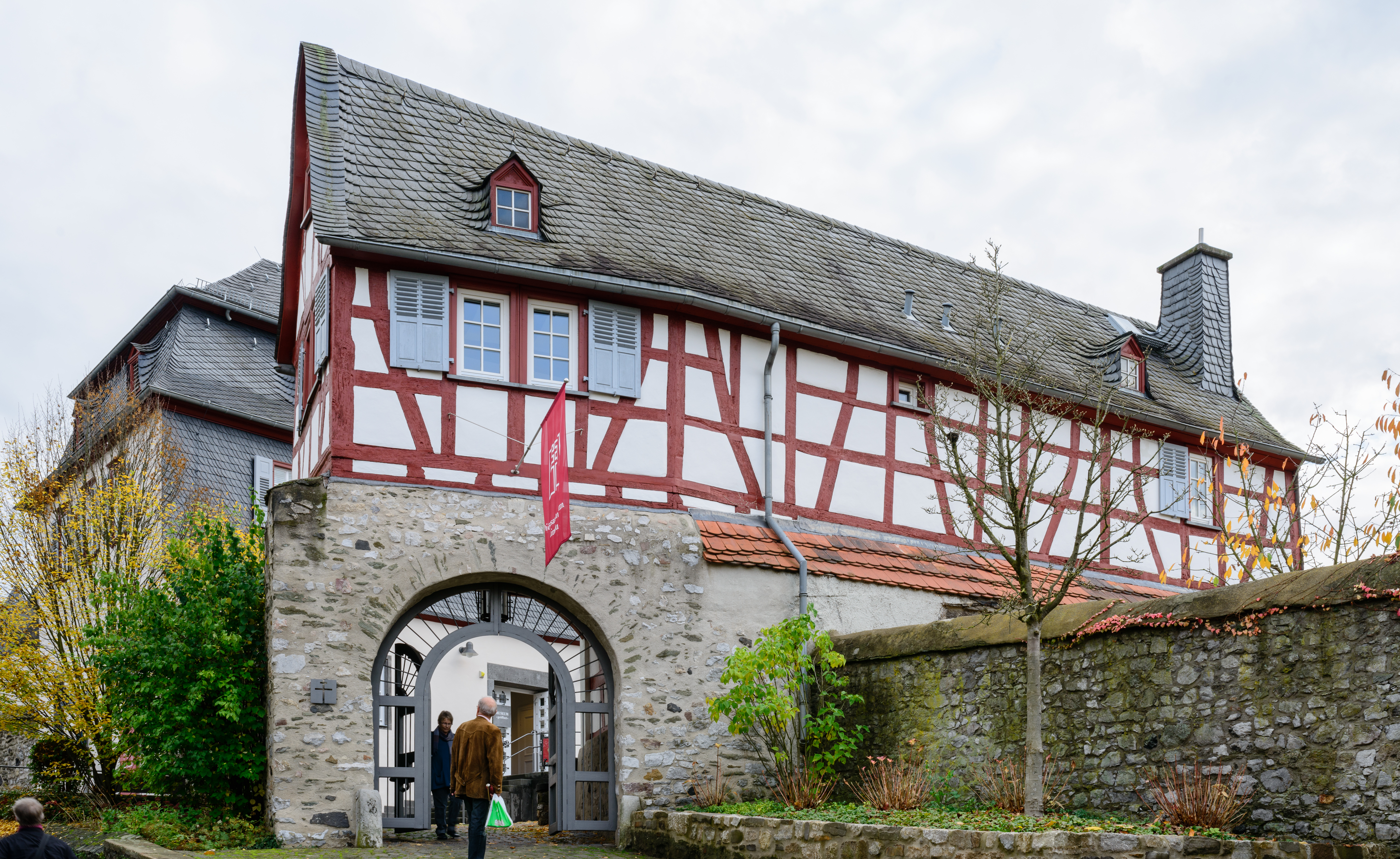
Eingang

## Geografische Lage
Das Museum liegt in der Stadt Limburg an der Lahn auf dem Domberg in unmittelbarer Nachbarschaft zum Limburger Dom in der Domstraße 12.

## Geschichte

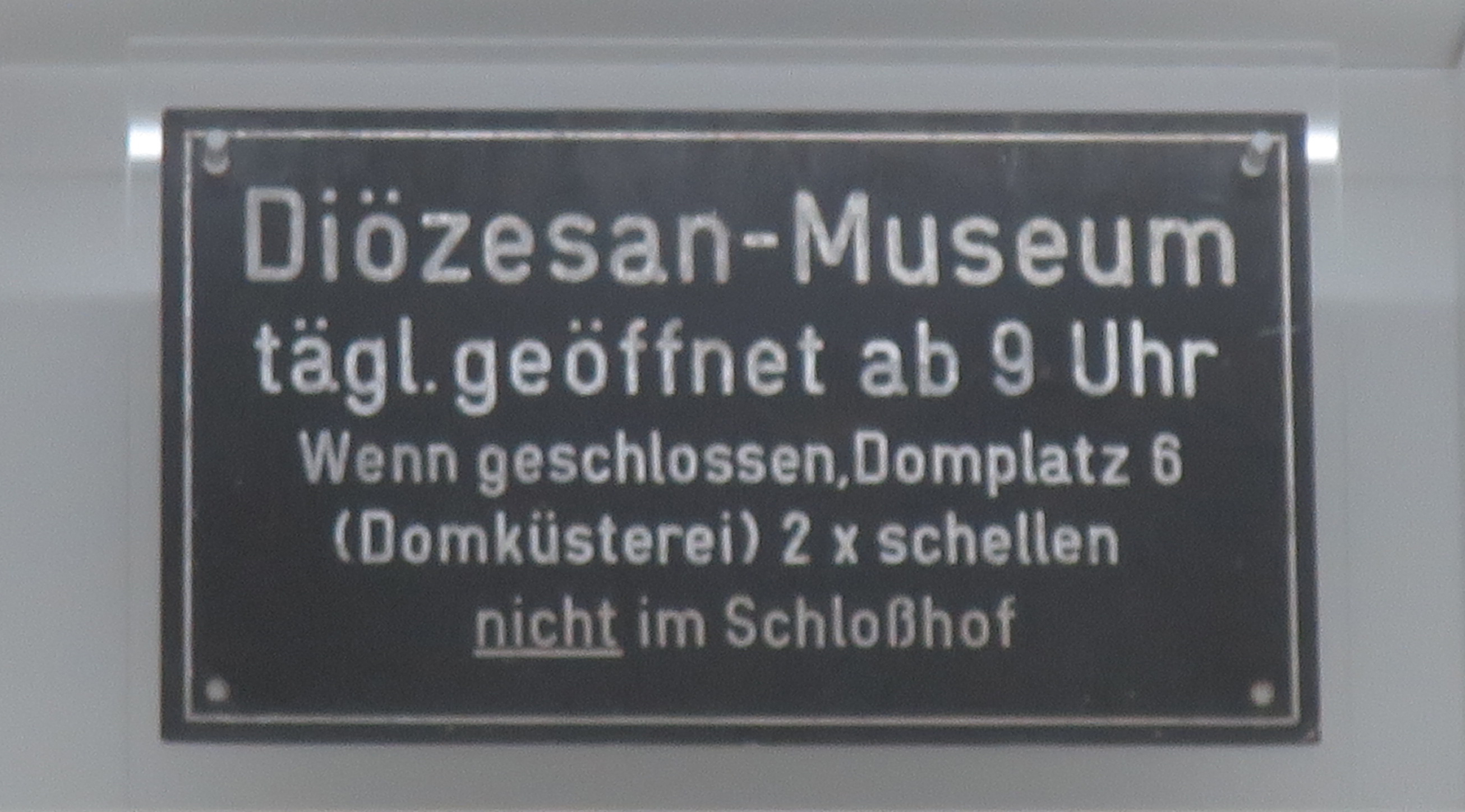
Beschilderung der ursprünglichen Ausstellung

Das Bistum Limburg wurde 1827 als Folge der Neuordnung der katholischen Bistümer nach der Säkularisation aus dem Vikariat Limburg als Bistum für das Herzogtum Nassau und die Freie Stadt Frankfurt neu gegründet. Zuvor gehörte das Gebiet überwiegend zum Erzbistum Trier, ein kleinerer Teil zum Erzbistum Mainz und zwei Pfarreien zum Erzbistum Köln.
Das Museum wurde unter Bischof Dominikus Willi 1903 gegründet und eine Ausstellung ab 1905 im Limburger Schloss gezeigt. Ab 1951 passte Kustos Eberhard Schenk zu Schweinsberg die Ausstellung den damaligen Bedürfnissen an. Diese Ausstellung blieb bis 1976 zu sehen. Bis 1985 blieb das Museum geschlossen und eröffnete dann an einem neuen Standort an heutiger Stelle. Diese Ausstellung wurde 2011 modernisiert. 2019 kamen drei Räume im benachbarten Bischofshaus Limburg als Ausstellungsfläche hinzu und die Ausstellung wurde aus diesem Anlass in Teilen neu gestaltet.

## Sammlung
Obwohl das Bistum erst 1827 gegründet wurde, präsentiert das Museum auch sehr viel ältere Objekte. Viele Objekte stammen aus Säkularisationsgut, dass Herzog Wilhelm I. von Nassau nach der Gründung des Bistums dessen neuer Domkirche, ehemals „St. Georgsstift“, überließ und dem Schatz des St. Georgsstifts selbst, der bei der Kirche verblieben war. Diese wertvollen Gegenstände werden im Untergeschoss des Museums präsentiert. Dazu gehören vor allem
- die Limburger Staurothek, ein byzantinisches Kreuzreliquiar,
- der Trierer Petrusstab aus ottonischer Zeit und
- die Landrentamtspretiosen, die „Kronjuwelen“ des Kurfürstentums Trier vom Ende des 17. Jahrhunderts.

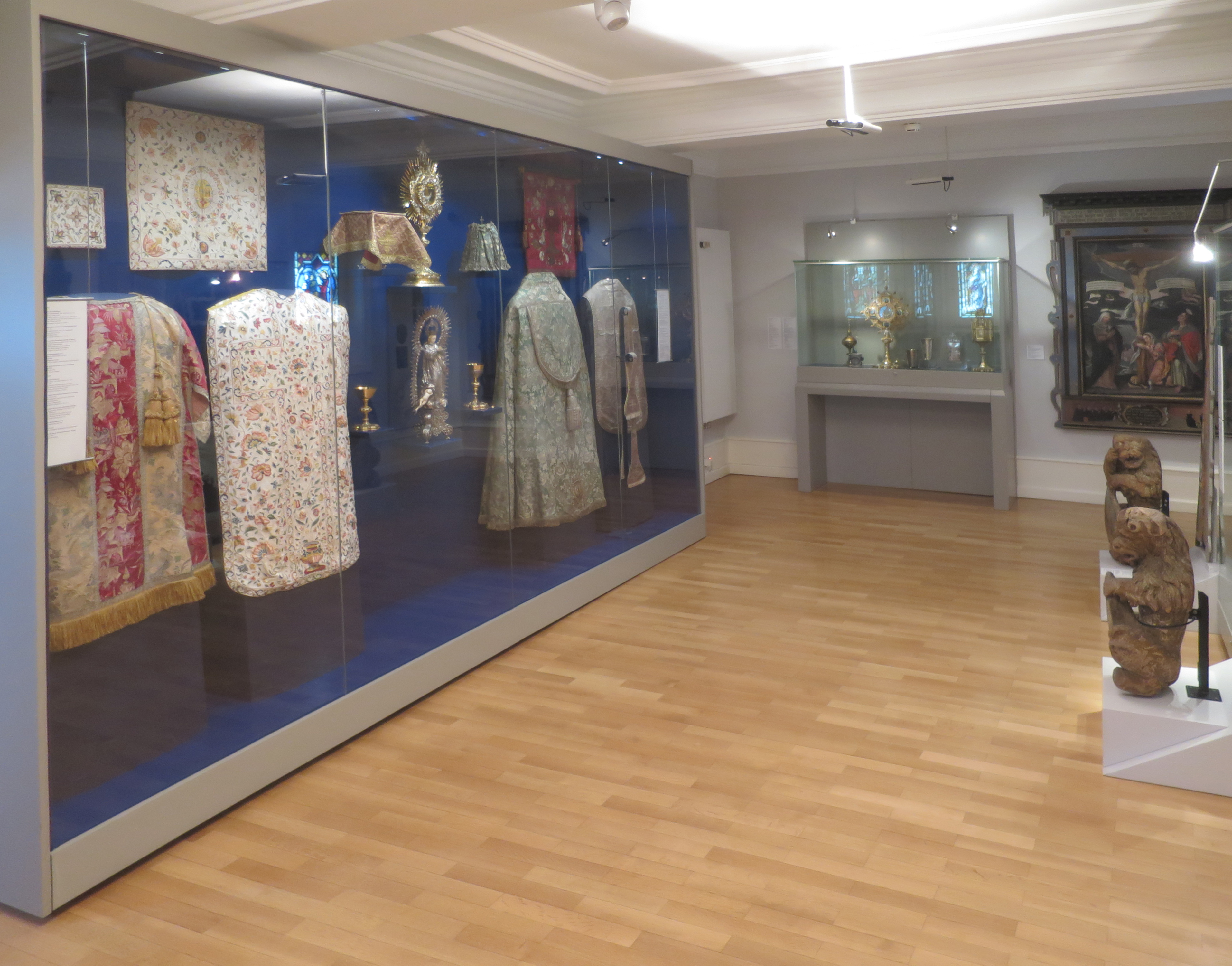
Ausstellungsraum

Älteste Ausstellungsstücke sind Grabsteine christlicher Verstorbener vom römischen Friedhof Schwalbacherstraße / Luisenstraße in Wiesbaden, die aus dem 5. oder 6. Jahrhundert stammen.
Die Kunstsammlung präsentiert kirchliche Werke des 6. bis 20. Jahrhunderts. Paramente, Skulpturen und Gemälde geben einen Überblick über kirchliche Kunst und liturgisch verwendete Gegenstände. Dabei bilden Werke aus dem Limburger Dom, und aus historischen Klöstern, die auf dem Gebiet des heutigen Bistums lagen, etwa Eberbach und Arnstein, Schwerpunkte. Sonderausstellungen ergänzen die Dauerausstellung.

## Gebäude
Das Hauptgebäude des Museums ist ein ehemaliges Stiftsherrenhaus, dessen Geschichte mindestens bis in die erste Hälfte des 16. Jahrhunderts reicht und dessen äußeres Erscheinungsbild heute dem des Barock entspricht. Seit 2019 erstreckt sich die Ausstellung auch in einige Räume des benachbarten Limburger Bischofshauses.